# Municipio de Agua Blanca
Municipio de Agua Blanca är en kommun i Guatemala.   Den ligger i departementet Departamento de Jutiapa, i den sydöstra delen av landet, 90 km öster om huvudstaden Guatemala City.